# Мастаков Федір Микитович
Мастаков Федір Микитович (21 листопада 1911 — †17 лютого 2008) — Заслужений шахтар УРСР, повний кавалер ордена «Шахтарська Слава»

## Життєпис
Народився 21 листопада 1911 року на станції Струги-Червоні Псковської області.
З 1937 по 1940 рік працював начальником дільниці шахти «Капітальна», з 1947 року — завідувачем гірничих робіт, начальником експлуатаційного відділу. З 1951 по 1955 рік працював начальником шахти «Капітальна», згодом — головою групкому профспілки № 12 , з 1958 по 1977 р. — начальником шахти «Вільхівська».
Помер 17 лютого 2008 року.

## Нагороди
- орден Леніна
- два ордени Трудового Червоного Прапора
- орден «Знак Пошани»
- орден «Шахтарська Слава» І, ІІ, ІІІ ступенів
- звання «Заслужений шахтар УРСР»
- звання «Почесний громадянин міста Жовті Води»